# Jagiellonia Białystok w sezonie 1978/1979

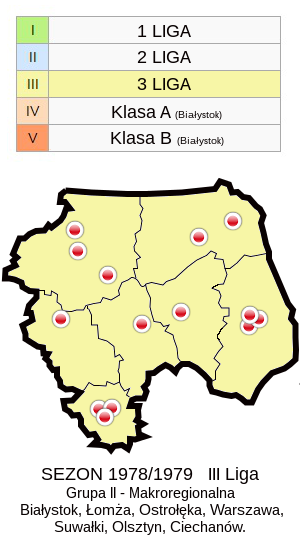
BOZPN - Zespoły występujące w III lidze (gr.II) w sezonie 1978/79

Jagiellonia Białystok przystąpiła do rozgrywek II grupy III ligi makroregionalnej (OZPN: Warszawa, Białystok, Łomża, Suwałki, Ostrołęka, Ciechanów, Olsztyn). III liga składała się z 8 grup, zespoły z 1 miejsc awansowały do 2 II Ligi (2 grupy).

## III poziom rozgrywkowy
Sezon zaczął się od zmiany szkoleniowca, już po 1 kolejce został zwolniony Grzegorz Bielatowicz, a jego miejsce zajął po raz drugi Zbigniew Bania. Jagiellonii nie udało się powrócić do II ligi, przed sezonem odeszło kilku podstawowych zawodników i ostatecznie drużyna zajęła 4 miejsce.
Bardzo dobry występ zaliczyła drużyna juniorów na Mistrzostwach Polski juniorów młodszych (Ogólnopolska Spartakiada Młodzieży), w starciach makroregionalnych była 1, a w ogólnopolskich 16.
Mecz towarzyski Jagiellonia : Odra Opole(I liga) 1:1 (bramka dla Jagiellonii - Cieślik)
W rozgrywkach Pucharu Polski finał regionalny, Jagiellonia przegrała z białostocką Gwardią 4:2 (karne).

## Końcowa tabela III Ligi (Grupa II)
| Lp. | Drużyna                   | M  | Z  | R | P  | Bramki | Bramki | Różn. | Pkt. | Uwagi         |
| --- | ------------------------- | -- | -- | - | -- | ------ | ------ | ----- | ---- | ------------- |
| 1   | Stal FSO Warszawa (b)     | 26 | 17 | 3 | 6  | 62     | 25     | +37   | 37   | Awans II Liga |
| 2   | Stomil Olsztyn            | 26 | 16 | 5 | 5  | 37     | 14     | 23    | 37   |               |
| 3   | Wigry Suwałki             | 26 | 13 | 6 | 7  | 37     | 28     | +9    | 32   |               |
| 4   | Jagiellonia Białystok (s) | 26 | 13 | 2 | 11 | 40     | 31     | +9    | 28   |               |
| 5   | Hutnik Warszawa           | 26 | 11 | 5 | 10 | 38     | 33     | +5    | 27   |               |
| 6   | Gwardia Szczytno          | 26 | 10 | 7 | 9  | 26     | 25     | +1    | 27   |               |
| 7   | Mławianka Mława (b)       | 26 | 10 | 6 | 10 | 36     | 37     | -1    | 26   |               |
| 8   | Mazur Ełk                 | 26 | 10 | 6 | 10 | 37     | 29     | +8    | 26   |               |
| 9   | ŁKS Łomża                 | 26 | 10 | 6 | 10 | 20     | 22     | -2    | 26   |               |
| 10  | AZS-AWF Warszawa          | 26 | 10 | 5 | 11 | 40     | 39     | +1    | 25   |               |
| 11  | Narew Ostrołęka           | 26 | 8  | 8 | 10 | 29     | 28     | +1    | 24   | Spadek        |
| 12  | Włókniarz Białystok       | 26 | 6  | 8 | 12 | 36     | 45     | -9    | 20   | Spadek        |
| 13  | Gwardia Białystok (b)     | 26 | 5  | 7 | 14 | 22     | 38     | -16   | 17   | Spadek        |
| 14  | Warfama Dobre Miasto (b)  | 26 | 5  | 2 | 19 | 20     | 86     | -46   | 12   | Spadek        |

## Skład, statystyka, transfery
- Tabela cząstkowa (brak danych z 4 meczów).

| Nr | Zawodnik              | Poz. | Data ur.   | Wz.  | Mecze | Br. | Transfer z/do                  | Ostatni klub        |
| -- | --------------------- | ---- | ---------- | ---- | ----- | --- | ------------------------------ | ------------------- |
|    | Mirosław Sowiński     | BR   | 15.01.1956 | 1,88 | 16    | 0   |                                | Szombierki Bytom    |
|    | Józef Sikorski        | BR   | 28.05.1952 | 1,83 | 8     | 0   |                                | Odra Opole          |
|    | Mirosław Mojsiuszko   | PO   | 25.09.1954 | 1,77 | 14    | 0   | 1978(j) z Stal Mielec          | Stal Mielec         |
|    | Bogusław Kamiński     | PO   | ?.?.1959   | -    | 1     | 0   | 1978(j) z ?                    | b.d.                |
|    | Stanisław Szwejkowski | OB   | 4.05.1947  | -    | 14    | 2   |                                | Włókniarz Białystok |
|    | Jerzy Łapicz C        | OB   | ?.?.1949   | -    | 14    | 2   |                                | Włókniarz Białystok |
|    | Czesław Gościłowicz   | OB   | ?.?.1951   | -    | 16    | 0   |                                | Włókniarz Białystok |
|    | Sławomir Tołkacz w    | OB   | ?.?.1955   | -    | 6     | 0   |                                | wychowanek          |
|    | Jerzy Stankiewicz w   | OB   | b.d.       | -    | 13    | 1   |                                | wychowanek          |
|    | Andrzej Dubowski      | OB   | b.d.       | -    | 18    | 0   | 1977(j) z ?                    | b.d.                |
|    | Zenon Szalecki        | PO   | 18.05.1954 | 1,79 | 7     | 2   |                                | Legia Warszawa      |
|    | Marian Cieślik        | PO   | ?.?.1951   | -    | 19    | 3   |                                | Włókniarz Białystok |
|    | Andrzej Laskowski     | PO   | ?.?.1954   | -    | 18    | 1   |                                | Włókniarz Białystok |
|    | Zbigniew Skoczylas    | PO   | 21.08.1951 | -    | 4     | 1   |                                | Husar Nurzec        |
|    | Andrzej Kupiński      | PO   | ?.?.1954   | -    | 2     | 0   | 1977(j) z ?                    | b.d.                |
|    | Janusz Łapiński w     | PO   | 17.03.1959 | 1,77 | 14    | 1   | 1977(j) z jun.                 | wychowanek          |
|    | Marek Leśniewski      | PO   | 4.02.1954  | 1,68 | 21    | 4   |                                | Stal Kraśnik        |
|    | Artur Jaromin         | PO   | ?.?.1961   | -    | 19    | 3   | 1978(j) z ?                    | b.d.                |
|    | Sławomir Bakun w      | PO   | 10.08.1962 | 1,73 | 4     | 0   | 1978(j) z jun.                 | wychowanek          |
|    | Zbigniew Szwed        | NA   | ?.?.1958   | -    | 12    | 3   | 1978(j) z Odra Opole           | Odra Opole          |
|    | Mirosław Tiszkow w    | NA   | 29.04.1959 | 1,70 | 17    | 2   | 1977(j) z jun.                 | wychowanek          |
|    | Wojciech Domanowski   | NA   | b.d.       | -    | 3     | 0   | 1977(j) z ?                    | b.d.                |
|    | Piotr Sieliwonik      | NA   | ?.?.1952   | -    | 20    | 14  |                                | Włókniarz Białystok |
|    | bramka samobójcza     |      |            |      |       | -   |                                |                     |
|    | Stefan Brewczyk       | NA   | 01.07.1957 | 1,78 | 11    | 1   | 1978(w) do Gwardia Białystok   | Włókniarz Białystok |
|    | Ryszard Karalus       | PO   | 26.05.1945 | -    | 0     | 0   | 1978(w) koniec kariery, trener | Włókniarz Białystok |
|    | Jan Drumski           | NA   | ?.?.1947   | -    | 0     | 0   | 1978(j) koniec kariery         | Włókniarz Białystok |
|    | Edward Korotkiewicz   | BR   | 01.04.1948 | 1,90 | 0     | 0   | 1978(j) do ŁKS Łomża           | Włókniarz Białystok |
|    | Tadeusz Siejewicz     | PO   | 24.02.1951 | 1,76 | 0     | 0   | 1978(w) do ŁKS Łomża           | Włókniarz Białystok |
|    | Zbigniew Duchnowski   | OB   | b.d.       | -    | 0     | 0   | 1978(j) do ?                   | b.d.                |
|    | Jan Żukowski          | PO   | ?.?.1952   | -    | 0     | 0   | 1978(j) do ?                   | Włókniarz Białystok |
|    | Łukasz Kąpa           | NA   | ?.?.1952   | -    | 0     | 0   | 1978(j) do ?                   | b.d.                |
|    | Benedykt Wróbel       | NA   | b.d.       |      | 0     | 0   | 1978(j) do ?                   | Dąb Dębno           |
|    | Andrzej Bielak        | NA   | 27.01.1957 | 1,71 | 0     | 0   | 1978(j) do Resovia Rzeszów     | Włókniarz Białystok |

## Mecze
| Mecze i wyniki | Mecze i wyniki          | Mecze i wyniki     | Mecze i wyniki | Mecze i wyniki | Mecze i wyniki       | Mecze i wyniki | Mecze i wyniki                              | Poz w lidze. | Poz w lidze. | Poz w lidze. |
| Lp. | Data                    | Rozgrywki          | F.             | D/W            | Przeciwnik           | Wynik          | Strzelcy bramek                             | M.           | P.           | Br.          |
| --- | ----------------------- | ------------------ | -------------- | -------------- | -------------------- | -------------- | ------------------------------------------- | ------------ | ------------ | ------------ |
| 1 721 | 06.08.1978 Białystok    | III Liga - 1 kol.  | -              | W              | Gwardia Białystok    | 2:1            | Sieliwonik 23'                              | 10           | 0            | 1:2          |
| 2 4 | 13.08.1978 Olsztyn      | PP - II run.       | -              | W              | Stomil Olsztyn       | 2:0            |                                             | odpadnięcie  | odpadnięcie  | odpadnięcie  |
| 3 722 | 20.08.1978 Białystok    | III Liga - 2 kol.  | 1000           | D              | Mławianka Mława      | 3:1            | Cieślik 6' Brewczyk 58' Kupiński 88'        | 4            | 2            | 4:3          |
| 4 723 | 27.08.1978 Warszawa     | III Liga - 3 kol.  | -              | W              | AZS-AWF Warszawa     | 1:0            |                                             | 10           | 2            | 4:4          |
| 5 724 | 02.09.1978 Białystok    | III Liga - 4 kol.  | 400            | D              | Włókniarz Białystok  | 4:1            | Sieliwonik 31' 34' 68' 88'                  | 7            | 4            | 8:5          |
| 6 725 | 10.09.1978 Olsztyn      | III Liga - 5 kol.  | -              | W              | Stomil Olsztyn       | 1:0            |                                             | 10           | 4            | 8:6          |
| 7 726 | 17.09.1978 Białystok    | III Liga - 6 kol.  | 500            | D              | Hutnik Warszawa      | 2:0            | Sieliwonik 22' Szwejkowski 23'              | 7            | 6            | 10:6         |
| 8 727 | 24.09.1978 Suwałki      | III Liga - 7 kol.  | 1000           | W              | Wigry Suwałki        | 4:0            |                                             | 10           | 6            | 10:10        |
| 9 728 | 01.10.1978 Warszawa     | III Liga - 8 kol.  | 2000           | W              | Stal FSO Warszawa    | 2:0            |                                             | 10           | 6            | 10:12        |
| 10 729 | 08.10.1978 Białystok    | III Liga - 9 kol.  | 1000           | D              | Gwardia Szczytno     | 2:1            | Szwejkowski 76' Skoczylas 80'               | 9            | 8            | 12:13        |
| 11 730 | 15.10.1978 Ostrołęka    | III Liga - 10 kol. | -              | W              | Narew Ostrołęka      | 0:0            |                                             | 11           | 9            | 12:13        |
| 12 731 | 22.10.1978 Białystok    | III Liga - 11 kol. | 400            | D              | Mazur Ełk            | 3:1            | Sieliwonik 25 Łapicz 65 Leśniewski 84       | 9            | 11           | 15:14        |
| 13 732 | 29.10.1978 Łomża        | III Liga - 12 kol. | 1500           | W              | ŁKS Łomża            | 0:0            |                                             | 7            | 12           | 15:14        |
| 14 733 | 05.11.1978 Białystok    | III Liga - 13 kol. | 1000           | D              | Warfama Dobre Miasto | 3:0            | Sieliwonik 47' Leśniewski 57' Jaromin 76'   | 6            | 14           | 18:14        |
| 15 734 | 25.03.1979 Białystok    | III Liga - 14 kol. | 700            | D              | Gwardia Białystok    | 3:2            | Leśniewski 15' Stankiewicz 68' Szalecki 70' | 4            | 16           | 21:16        |
| 16 735 | 01.04.1979 Mława        | III Liga - 15 kol. | -              | W              | Mławianka Mława      | 4:2            | Jaromin 46' Laskowski                       | 5            | 16           | 23:20        |
| 17 736 | 08.04.1979 Białystok    | III Liga - 16 kol. | 400            | D              | AZS-AWF Warszawa     | 2:0            | Szalecki 13' Łapicz 73'                     | 4            | 18           | 25:20        |
| 18 737 | 22.04.1979 Białystok    | III Liga - 17 kol. | 2000           | W              | Włókniarz Białystok  | 0:2            | Sieliwonik 65'(k) 76'                       | 3            | 20           | 27:20        |
| 19 738 | 29.04.1979 Białystok    | III Liga - 18 kol. | 700            | D              | Stomil Olsztyn       | 0:1            |                                             | 4            | 20           | 27:21        |
| 20 739 | 06.05.1979 Warszawa     | III Liga - 19 kol. | -              | W              | Hutnik Warszawa      | 1:2            | Sieliwonik 38'(k) 68'                       | 4            | 22           | 29:22        |
| 21 | 9.05.1979 Choroszcz     | PP OKR. 1/2        | -              | W              | Narew Żółtki         | 0:3            |                                             | awans        | awans        | awans        |
| 22 740 | 13.05.1979 Białystok    | III Liga - 20 kol. | 1000           | D              | Wigry Suwałki        | 1:3            | Jaromin 39'                                 | 5            | 22           | 30:25        |
| 23 741 | 20.05.1979 Białystok    | III Liga - 21 kol. | -              | D              | Stal FSO Warszawa    | 0:1            |                                             | 6            | 22           | 30:26        |
| 24 742 | 27.05.1979 Szczytno     | III Liga - 22 kol. | -              | W              | Gwardia Szczytno     | 1:3            | Cieślik 32' Leśniewski 49' Tiszkow 67'      | 5            | 24           | 33:27        |
| 25 743 | 03.06.1979 Białystok    | III Liga - 23 kol. | 400            | D              | Narew Ostrołęka      | 1:0            | Sieliwonik 25'                              | 4            | 26           | 34:27        |
| 26 | 6.06.1979 Choroszcz     | PP OKR. Finał      | -              | W              | Gwardia Białystok    | 1:1 (4:2)k     | Szwejkowski 89'(k)                          | Zejście      | Zejście      | Zejście      |
| 27 744 | 10.06.1979 Ełk          | III Liga - 24 kol. | -              | W              | Mazur Ełk            | 2:1            | Cieślik 60'                                 | 4            | 26           | 35:29        |
| 28 745 | 17.06.1979 Białystok    | III Liga - 25 kol. | 500            | D              | ŁKS Łomża            | 0:1            |                                             | 4            | 26           | 35:30        |
| 29 746 | 24.06.1979 Dobre Miasto | III Liga - 26 kol. | -              | W              | Warfama Dobre Miasto | 1:5            | brak danych                                 | 4            | 28           | 40:31        |
| - rozgrywki ligowe, - rozgrywki pucharu polski, - rozgrywki pucharu ligi, - rozgrywki ligi europejskiej, - mecze barażowe lub eliminacyjne, - inne. Liczba meczów w sezonie:1 2 (wszystkie mecze na najwyższym poziomie rozgrywkowym)3 (wszystkie mecze w rozgrywkach ligowych bez baraży) , Puchar Polski: 2 (mecze Pucharu Polski na szczeblu centralnym)3 (wszystkie mecze w Pucharze Polski) |                         |                    |                |                |                      |                |                                             |              |              |              |

## Mecze towarzyskie
- Lipiec 1978 zgrupowanie w Międzyzdojach.
- Od 6 lutego 1979 obóz w Muszynie (około 2 tyg.).
- Od 1 marca 1979 zgrupowanie w Jugosławii (około 1 tyg.).

| Mecze i wyniki | Mecze i wyniki         | Mecze i wyniki | Mecze i wyniki | Mecze i wyniki | Mecze i wyniki                          | Mecze i wyniki | Mecze i wyniki                      |
| Lp.            | Data, Kraj, Miasto     | Mecze          | Frekw.         | D/W            | Przeciwnik                              | Wynik          | Strzelcy bramek                     |
| -------------- | ---------------------- | -------------- | -------------- | -------------- | --------------------------------------- | -------------- | ----------------------------------- |
| 1              | 1.07.1978 Białystok    | tow.           | -              | D              | Burewiestnik Nowosybirsk (? poziom)     | 1:1            | Leśniewski 90'                      |
| 2              | ?.07.1978 Międzyzdroje | tow.           | -              | W              | Pogoń Szczecin (1 poz.)                 | 0:0            |                                     |
| 3              | ?.07.1978 Międzyzdroje | tow.           | -              | W              | Arkonia Szczecin (3 poz.)               | 5:2            |                                     |
| 4              | ?.07.1978 Międzyzdroje | tow.           | -              | W              | Flota Świnoujście (3 poz.)              | 2:4            |                                     |
| 5              | ?.07.1978 Międzyzdroje | tow.           | -              | W              | Beskid Andrychów (3 poz.)               | 1:2            |                                     |
| 6              | 20.07.1978 Białystok   | tow.           | -              | D              | Sloga Skopje(3 poz.)                    | 3:1            | Laskowski 53' Leśniewski 55' 65'(k) |
| 7              | 23.07.1978 Białystok   | tow.           | -              | D              | Sloga Skopje(3 poz.)                    | 3:2            | Sieliwonik 15' 55' Domanowski 85'   |
| 8              | 30.08.1978 Kowno       | tow.           | -              | W              | Kelininkas Kowno (1poz. Litewskiej SRR) | 2:5            |                                     |
| 9              | ?.02.1979 Lublin       | sparing        | -              | W              | Budowlani Lublin (4 poz.)               | 1:3            |                                     |
| 10             | ?.02.1979 Lublin       | sparing        | -              | W              | Budowlani Lublin (4 poz.)               | 1:2            |                                     |
| 11             | ?.02.1979 Nowy Sącz    | sparing        | -              | W              | Sandecja Nowy Sącz (3 poz.)             | zw.            |                                     |
| 12             | ?.02.1979 Kraków       | sparing        | -              | W              | Kolejarz Prokocim (4 poz.)              | zw.            |                                     |
| 13             | ?.02.1979 Kraków       | sparing        | -              | W              | Cracovia (2 poz.)                       | 2:1            |                                     |
| 14             | ?.03.1979 Skopje       | tow.           | -              | W              | Trancop Bitovo (? poz.)                 | 1:2            |                                     |
| 15             | ?.03.1979 Skopje       | tow.           | -              | W              | Sloga Skopje (3 poz.)                   | 0:1            |                                     |
| 16             | ?.03.1979 Skopje       | tow.           | -              | W              | 11 Oktomwri Prilep* (? poz.)            | 0:2            | b.d.                                |

(*)- W Gazecie Współczesnej z dnia 23.03.1979, podana jest nazwa "11 listopada Skopje", taka drużyna nie istniała, prawdopodobnie chodziło o drużynę o nazwie "11 października" (nazwa 11 października pochodzi od święta narodowego w Macedonii).
- Mecz charytatywny, Jagiellonia (old) : FC Publikator  1:3

Dochód z meczu przeznaczono na potrzeby białostockiego Państwowego Domu Małych Dzieci. Spotkanie z okazji 50-lecia OZPB Białystok. 
FC Publikator w składzie: G.szerszenowicz, A.Kostyra (Sport), B.Chruścicki (PR), K.Majewski (SM), J.Zabieglik (Życie Warszawy), M.Suchy (Sport) , S.Szczepałek (Piłka Nożna), M.Sokołowski (Politechnik), L.Spengel (Merkuriusz), B.Blaut, W.Obrębski (były piłkarz Polonii War.), A.Trzaskowski. Skład Jagiellonii (old): J.Bołtuć, J.Wasilewski, H.Łada, E.Guzowski, A.Andrzejewski, Z.Skoczylas, K.Mudrewicz, R.Karalus, H.Pasierski, Z.Bania, J.Drumski, E.Mikołajczak, L.Frelek, G.Bielatowicz.
Bramki: H.Łada (trener), Obrębski x2, Majewski.